# Aplopappus hartwegii
Aplopappus hartwegii là một loài thực vật có hoa trong họ Cúc. Loài này được (A. Gray) S.F. Blake mô tả khoa học đầu tiên năm 1926.